# 윤다혜
윤다혜(본명: 윤미영, 1986년 12월 11일 ~ )은 대한민국의 가수이다.

## 음반
- 2009년 EP Love Story